# 分散型
分散型（ぶんさんがた）とは、複数のコンピュータなどに分散して機能を持たせること、またはそれで一つの機能を動作させる考え方。集中型の反対の意味として用いられる。

## 概要
利点には、それぞれのデータの発生箇所や利用箇所に近い場所で処理ができ、通信コストの削減や柔軟な運用が可能である他、あるコンピュータやセンターの障害で全面障害となる可能性が減少する、などが挙げられる。
難点としては、複数のコンピュータやセンターが必要となり、全体としての管理運用が複雑になることによる費用や管理リスクの増加、特に厳密なデータの一貫性確保が困難であること、などが挙げられる。
軍事目的に始まったインターネットの原型のARPANETでは、分散と迂回が基本的な考え方となった。またこの他の意味として、鉄道車両の空調設備を一体化せず、数箇所に分けて設置する方式も指す。
検索エンジンでの例
GoogleのPageRankが先駆けとなったlink popularityは、分散型の評価システムである。
ウェブディレクトリでの例
データを一定の条件のもとで、自由なカスタマイズまで許容して分散させるOpen Directory Projectは、分散型のデータ管理である。